# ファーストレディ

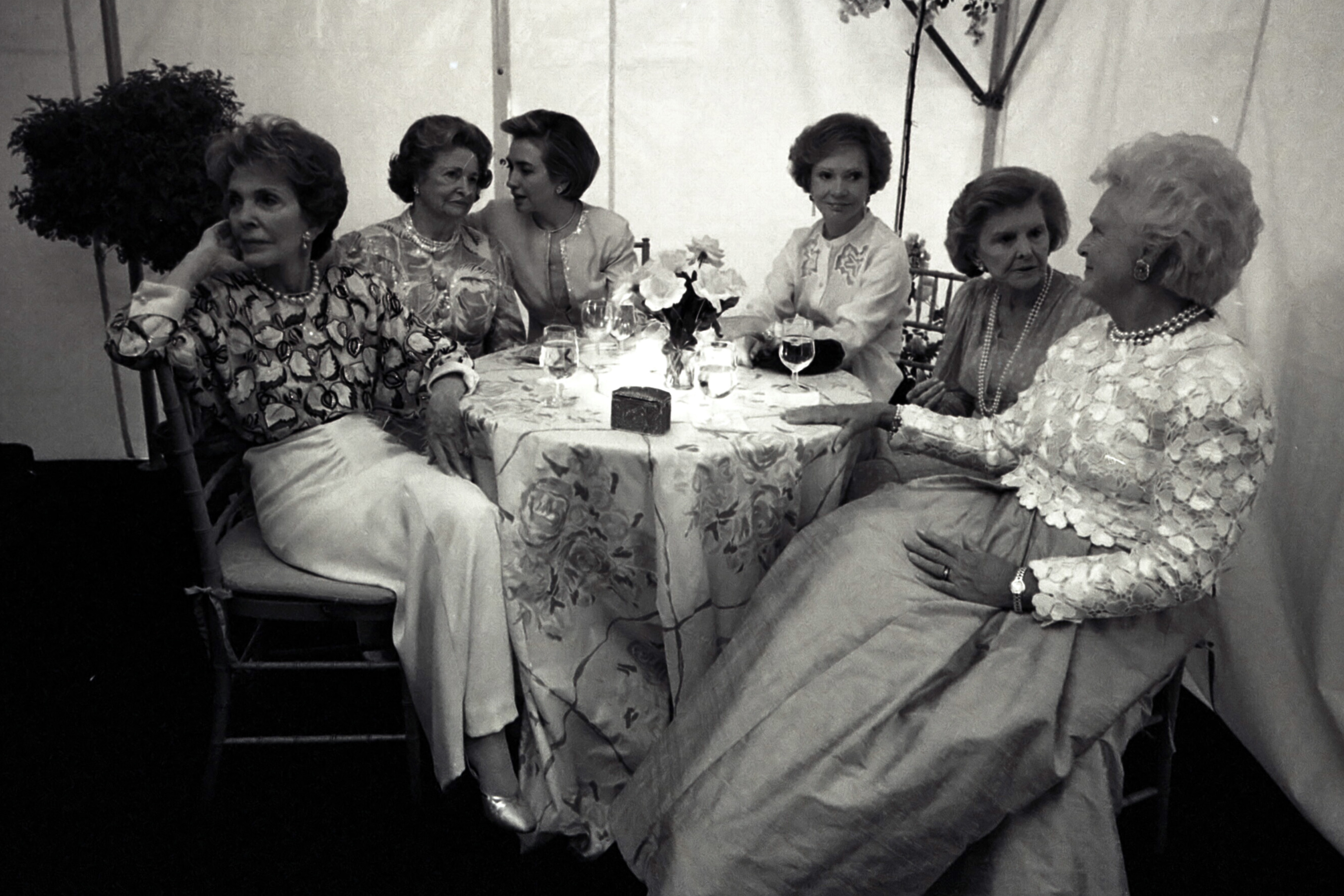
アメリカ合衆国大統領の歴代ファーストレディー（1994年撮影）
左から順に、ナンシー・レーガン、レディ・バード・ジョンソン、ヒラリー・クリントン、ロザリン・カーター、ベティ・フォード、バーバラ・ブッシュ。

ファーストレディまたはファーストレディー（英: first lady、しばしば First Lady）とは、アメリカ合衆国大統領夫人およびアメリカ合衆国州知事夫人の異称。
転じて、アメリカ合衆国以外の国の国家元首夫人や首相夫人の異称。
国家元首や首相が女性の場合、その配偶者はファーストジェントルマン（英: first gentleman）、ファーストハズバンド（英: first husband）と呼ばれる。国家元首や首相が同性婚の場合、誰が夫で誰か妻かという当該者たちの取り決めに合わせた呼称が用いられる。また、国家元首や首相の家族はファーストファミリー（英: first family）といい、未婚や離別で国家元首や首相に夫人がいない場合は姉妹や娘がファーストレディと同じ立場を担うこともある。
派生して、アメリカ合衆国副大統領をはじめとする副国家元首や副首相の配偶者をセカンドレディ（英: second lady）、セカンドジェントルマン（英: second gentleman）という。
また、ファーストレディの語は女性第一人者（芸術など個々の分野で第一線に立つ、代表的な女性）を指す雅称としても用いられる。
元来、皇室や王室の無いアメリカ合衆国大統領の夫人を指す用語であったが、米国の影響力が強まった第一次世界大戦後ごろから世界中に広まり、今日では多くの国で大統領などの国家元首や首相の夫人を指す語として使われている。
ここでの英語は、"first" が「第一の」を意味し、"lady" は「血筋の良い女性」「高貴な女性」あるいは「権威ある女性」「権力のある女性」を含意している。

## 概要
ファーストレディは、私的には夫である大統領や首相の日常の暮らしを支えるかたわら、公的には首脳の非政治的行事 (文化事業の視察、運動競技の参観、来賓の歓迎行事や晩餐会など) に参加したり、首脳の外国訪問に同伴したりする。首脳が外国訪問に妻を伴うのは、かつて王侯が遠方へ出かける際には必ず妃を伴った習慣の名残である。
首脳が未婚であったり離婚している場合、また、妻が病弱であったりすでに死去している場合には、娘・姉・妹などといった首脳の近親の女性がファーストレディとなる。アメリカ合衆国では大統領が在任中に妻と死別したため近親の女性が代役を務めたり、またそののち大統領が再婚したりといった例がいくつかあり、このため現大統領のドナルド・トランプが45人目の大統領なのに対して現ファーストレディのメラニア・トランプは53人目のそれとなっている。
なお、警備に関しては、ファーストレディには専属の護衛官が付くのが一般的である。また、日本、アメリカ、フランスなどの国では、ファーストレディ専属のスタッフが付く。
日本では内閣総理大臣夫人付き職員が存在する。総理大臣官邸内に当該職員専用の執務室を有しているとされる。平成後期から令和初期にかけての内閣総理大臣夫人であった安倍昭恵に対して、2017年8月時点で、外務省から非常勤で出向している3名の総理大臣夫人付き職員が存在していた。かつては、これに加え経済産業省から2名が常勤で出向し計5名の体制であったが、批判を受け、見直され、2017年7月の人事でこの2名は経済産業省に帰任させられた。
アメリカ合衆国のファーストレディは、首席補佐官を筆頭に専属のスタッフが任命され、公務や政治活動を補佐する。またホワイトハウスのイーストウイングに専用のオフィスが設けられている。ただし、ホワイトハウスの心臓部と言えるのはウエストウイングである。なお、ヒラリー・クリントンはファーストレディ時代、例外的にウェストウイングにオフィスを構えていた。
フランスではファーストレディは "première dame（日本語音写例: プルミエール・ダム）" と訳され、非公式な立場であるが、歴代のフランス大統領夫人は大統領官邸（エリゼ宮殿）内に複数人からなる作業チームを有していた。第25代フランス大統領エマニュエル・マクロンの妻であるブリジット・マクロンは、2017年8月の時点で4名のスタッフを雇っている。エマニュエル・マクロンは、フランスのファーストレディに対し公的なポストを創設し、夫人専用の事務所とスタッフを設置することを提案しているが、反対運動に遭っており、Change.orgで30万人以上の署名が集まっている。

## 語源と歴史
新国家アメリカ合衆国の元首にして行政府の長である「民によって選出された王」の呼称は、合衆国憲法によって「アメリカ合衆国大統領 (President of the United States)」と定められていたが、初代大統領のジョージ・ワシントン以来、大統領の伴侶である大統領夫人の呼称は長らく存在しなかった。そのためワシントン夫人のマーサは「レディー・ワシントン (Lady Washington)」、次のジョン・アダムズ大統領夫人のアビゲイルは「ミセス・プレジデント (Mrs. President)」または「ハー・マジェスティー (Her Majesty = 陛下)」と呼ばれ、初期の大統領夫人の中には「プレジデントレス (Presidentress)」などという造語で呼ばれる者も多かったなど、用語に著しく一貫性が欠けていた。
「ファースト・レディ (first lady)」という表現の初出は1849年で、第3代トマス・ジェファーソン大統領と第4代ジェームズ・マディソン大統領の2代16年に亘ってホワイトハウスのホステス役を務めたドリー・マディソン（下記『逸話』の節を参照）が死去した際、その葬儀の席上時のザカリー・テイラー大統領が読み上げた弔辞の中に

She will never be forgotten, because she was truly our first lady for a half-century. 

彼女のことは永遠に忘れ去られないことでしょう。なぜなら半世紀の長きに亘って、彼女はまさに我々にとって第一級の女性であったからであります。

とあったのがそれである。

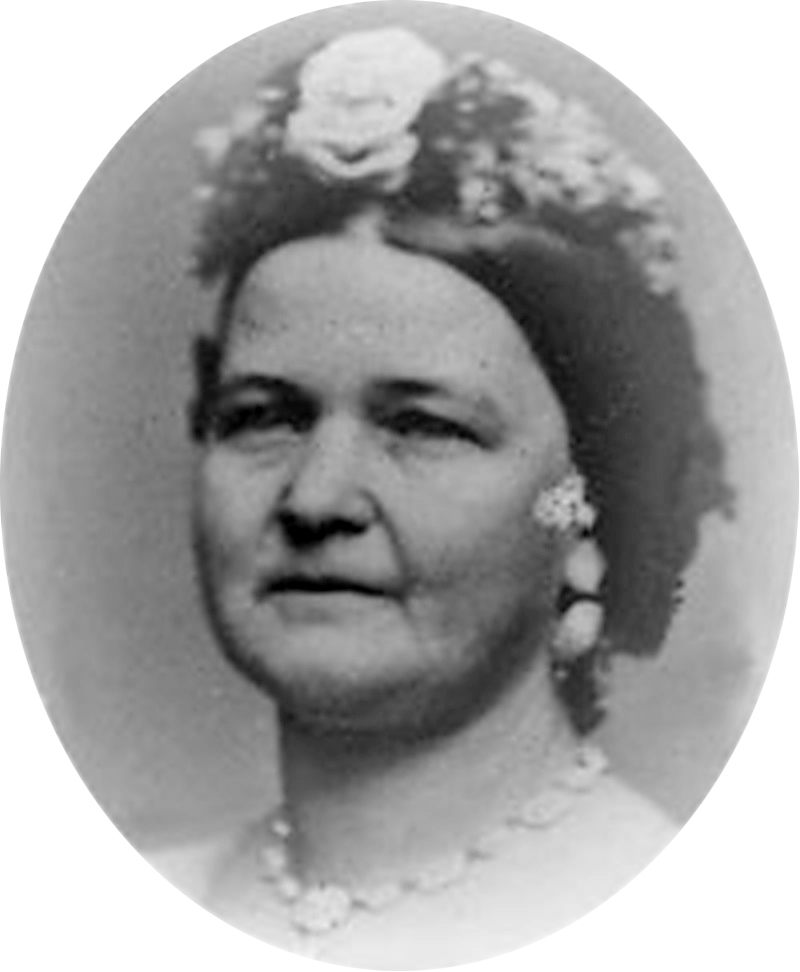
メアリー・トッド・リンカーン

また、1863年には、イギリスの『タイムズ』誌記者ウィリアム・ハワード・ラッセルが、南北戦争の戦争特派員として滞米していた時に見聞したことを綴った手記を出版しているが、その中にエイブラハム・リンカーン大統領夫人のメアリーに関して流布していた風説を紹介したくだりがあり、そこでマーサのことを次のように言い表している。

...concerning the first lady in the land 

この地における第一の女性に関する...

これが、first lady という語が現大統領夫人に使われた初例である。
「ファーストレディ (first lady)」という語が大統領夫人の呼称として定着したのは、実に20世紀初頭になってからのことであった。劇作家チャールズ・フレデリック・ナイドリンガー/ナードリンジャー (Charles Frederic Nirdoinger) は、ドリー・マディソンを題材とした喜劇『ザ・ファースト・レディ・イン・ザ・ランド（原題：The first lady in the land）』を1911年に著したが、これが大ヒットして新聞の劇評などで取り上げられたため、以後広く一般にも知れ渡るようになった。
第一次世界大戦後、首都ワシントンD.C.で外国首脳夫妻を招いての公式行事が行われることが多くなると、ホワイトハウスでは大統領夫人との釣り合い上、外国首脳夫人に対してもファーストレディの呼称を用いるようになり、ここからこの語が世界に広まっていった。今日では新聞紙面やニュースの中で使われる用語のみならず、大統領府や首相府が公式・非公式の席上でこれを使用している国も少なくない。
なお、"first lady"（the を冠するのが通例）という英語表現は、英語圏以外の国でも翻訳せずにそのままの形で使われることが多く、国際語的な一面をもった表現ともなっている。

## 用例
- the first lady [3], The First Lady [3] - アメリカ合衆国大統領の妻の正式称号。

ただし、"formal（意: 改まった、正式な、公式の、公的な、形式上の）" の称号ではあっても、法令等で規定された "official（意: 当局の、公職の、公務の）" の称号ではない。
例えば、「ドナルド・トランプ大統領ならびにメラニア・トランプ夫人」の英語圏での呼称は "President Donald Trump and First Lady Melania Trump " である。簡略表現は "President and Mrs. Trump" で、日本語表現では「トランプ大統領夫妻」がこれに相当する。
- the first lady [3], The First Lady [3] - アメリカ合衆国州知事（英語版）の妻の通称。

なお、大統領や州知事が女性の場合はその夫を the first gentleman と呼ぶ。
- the first lady [3] - 国家元首の夫人の通称。
- the first lady - 各国首相の夫人の通称。

国家元首の定義が曖昧な日本国憲法下の日本の場合、内閣総理大臣の妻がこれに当たる。
- the first lady [3] - 女性第一人者（芸術など個々の分野において第一人者である、代表的な女性）の雅称[3]。
- the first ladies - 首都ワシントンD.C.のNFLチーム「ワシントン・コマンダース」のチアリーダーの愛称。

## 逸話

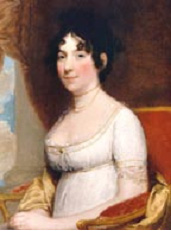
ドリー・マディソン

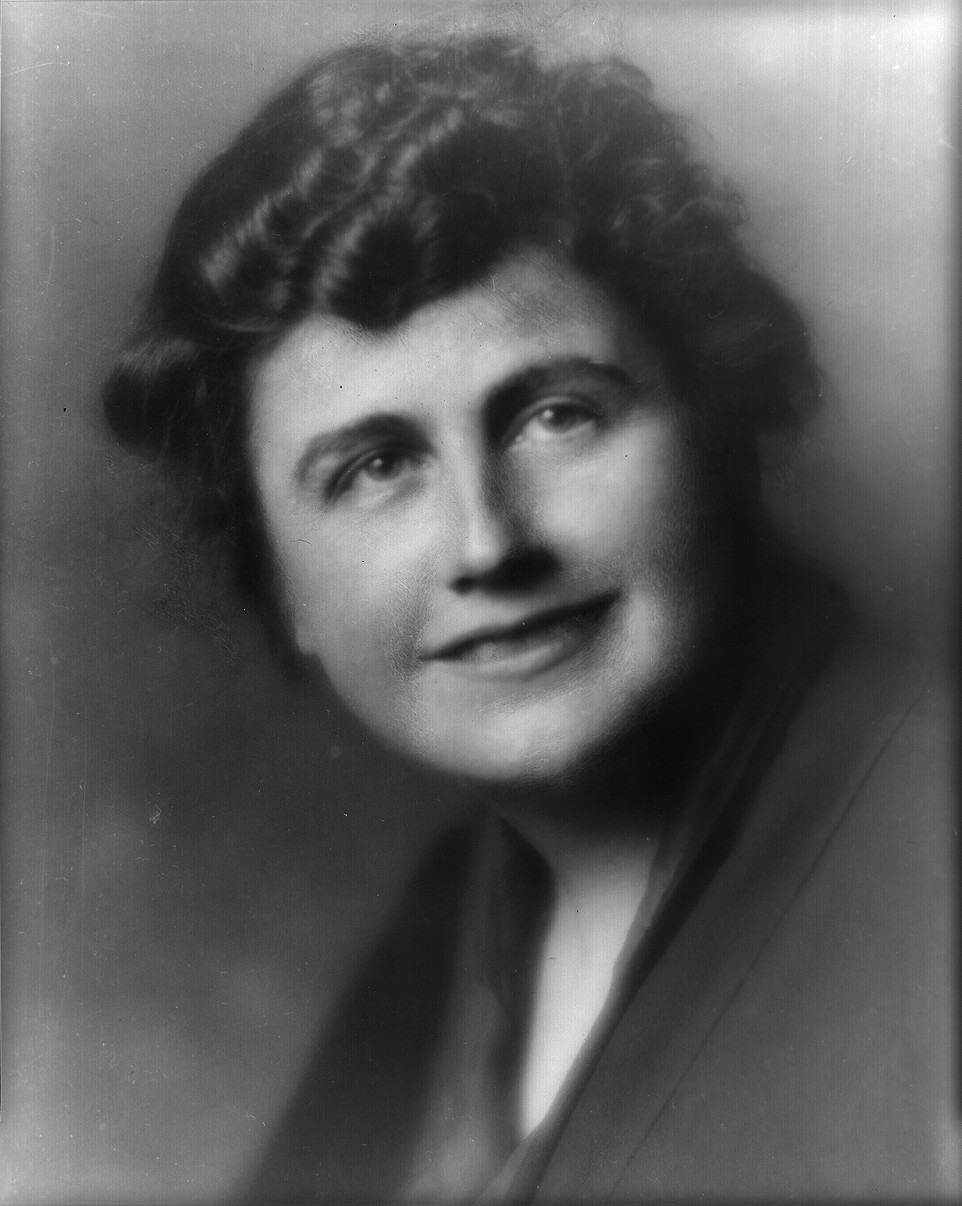
イーディス・ウィルソン

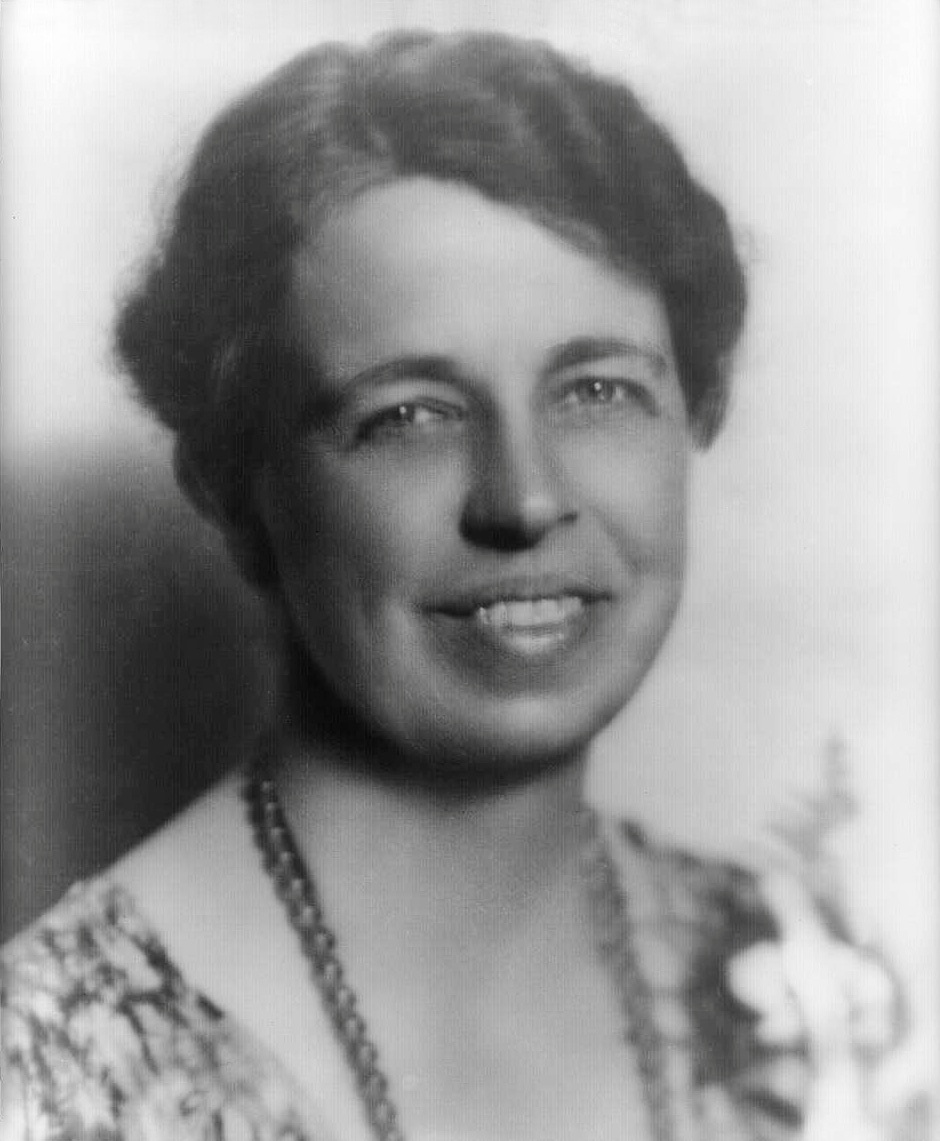
エレノア・ルーズベルト

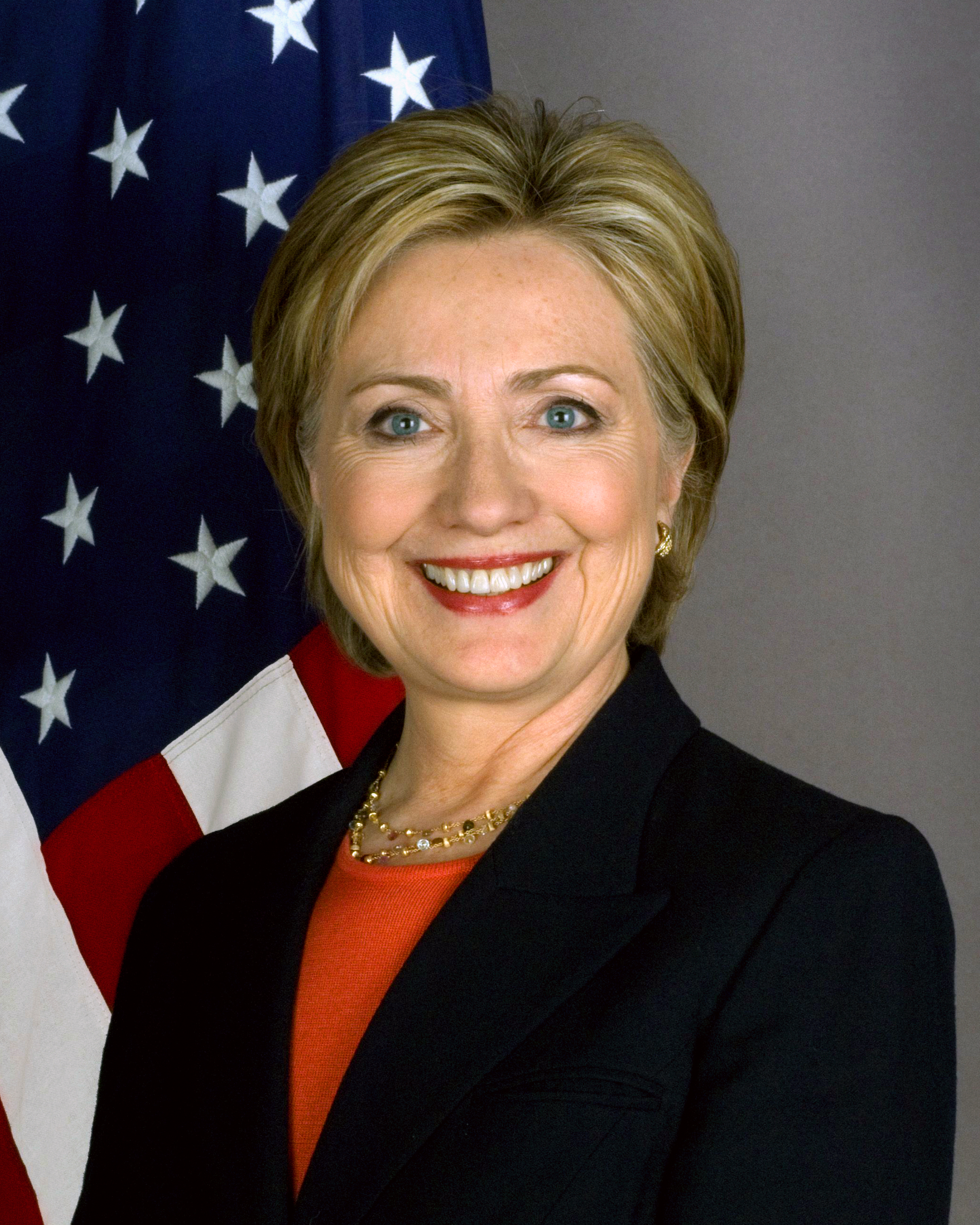
ヒラリー・クリントン

### 最初のファーストレディ
アメリカ第3代大統領のトーマス・ジェファーソンは、1801年の就任時には妻と死別していたため、娘のマーサ・ジェファーソン・ランドルフをファーストレディとしていた。しかしマーサにも家庭があり、また、外交儀礼や社交術が物を言う時代、主婦とファーストレディの掛け持ちには体力的にも厳しいものがあった。そこでジェファーソンは国務長官ジェームズ・マディソンの妻で親しい友人でもあったドリーをもう一人のファーストレディとしてホワイトハウスに常駐させた。ジェファーソンが2期満了8年で引退を表明すると、その後継に出馬して当選したのがこのマディソンで、彼も大統領を2期満了8年を務め上げている。
したがって、ドリー・マディソンは「親族ではないファーストレディ」の唯一の例であり、1人の大統領に対して同時に存在した「2人目のファーストレディ」の唯一の例であり、かつ、2人の大統領を支えた「2代に亘ってファーストレディであった人物」の唯一の例でもあり、そしてまた、16年もの長きに亘ってホワイトハウスを生活の基盤としていた彼女は、「史上最も長くファーストレディを務めた人物」（最長不倒記録）として歴史に名を刻み付けることになった。
このドリー・マディソンが「ファーストレディ」という呼称の語源と歴史にも大きな役割も果たしていることは前述のとおりである。

### 最強のファーストレディ
20世紀になって世界各地に独裁的長期政権が誕生すると、強烈な個性と政治力を持ったファーストレディが登場して時に紙面を賑わせた。そうした中には、その人気から政権に多大な安定をもたらした者（エヴァ・ペロン）や、逆に不人気から国を傾けてしまった者（イメルダ・マルコス）、夫から副大統領指名されその死後自ら大統領に昇格した者（イサベル・ペロン）や、逮捕されて死刑判決を受けた者（江青）まで、さまざまなファーストレディがいた。
では「世界最強の男」といわれるアメリカ大統領の夫人はどうなのかというと、その一貫して控えめな姿勢は意外なほどで、政治に容喙（ようかい）するようなファーストレディはこれまでほとんど存在しなかった。
唯一の例外がウッドロウ・ウィルソン大統領夫人のイーディスである。第一次世界大戦の戦後処理や国際連盟の設立などに奔走していたウィルソン大統領は、1919年9月25日に過労で倒れ、さらに10月2日には脳梗塞を発症した。この結果、ウィルソン大統領には左半身不随や左側視野欠損、言語症などの障害が残ってしまい、実質的な執務不能状態に陥った。しかし、大統領府は大統領の執務不能という事態を秘匿し、副大統領や議会関係者を一切ホワイトハウスに近づけさせず、以後長期に亘ってイーディスがすべての国政を決裁した。こうした事実が明らかになったのは実にウィルソンの死後になってからのことで、これが後の大統領権限の継承順位を明文化した憲法修正第25条制定への伏線となった。
ホワイトハウスを去った後に公職に就いたファーストレディもこれまでに2例しかない。1946年から1952年までアメリカの国連代表を務めたエレノア・ルーズベルトと、2001年1月から2009年1月まで上院議員を務め、その後オバマ政権の国務長官に就任したヒラリー・クリントンである。この２人は共に「最強のファーストレディ」と呼ばれたが、夫のフランクリン・ルーズベルト大統領の死去後に隠棲しようとしていた矢先に請われて国連代表に就任したエレノアと、夫のビル・クリントン大統領が当初から「ひとつ分のお値段でふたつ分のお買い得」と評し、全幅の信頼を置くアドバイザーとして閣議にも臨席させたヒラリーとはその内容が大きく異なる。2008年の大統領選の民主党予備選にも出馬して歴史的激戦を戦い抜き、2016年の大統領選では民主党の予備選を勝ち抜いて合衆国史上初の二大政党の女性大統領候補となったヒラリーは、アメリカのファーストレディとしては異色の存在であることは間違いない。
先代のファーストレディ、ミシェル・オバマは、アイビーリーグの名門プリンストン大学を卒業後、難関ハーバード・ロー・スクールで法務博士号 (J.D.) を取得。その後、弁護士資格を得てシカゴの法律事務所で職を得たのを皮切りに、シカゴ市役所企画開発部門の副委員長、非営利団体パブリック・エイリーズ (Public Allies) シカゴ支局事務局長、シカゴ大学学生サービス部副部長、シカゴ大学病院 (University of Chicago Medical Center) 地域部門部長、のち地域渉外担当副院長、ツリーハウス・フーズ (TreeHouse Foods) 社外取締役、シカゴ国際関係会議 (48th Annual ISA Convention, Chicago) 理事などを歴任したキャリアウーマンであった。ホワイトハウスに入る前にこのような専門職を持ち、自身で独自のキャリアを歩んでいたことがあるファーストレディも、このミシェルと前述のヒラリーの2名のみである。

### 2つの国のファーストレディになった人物
1975年から1986年までのサモラ・マシェルモザンビーク大統領夫人、グラサ・マシェルは1998年、当時の南アフリカ共和国の大統領ネルソン・マンデラと再婚したため、史上初の2つの国のファーストレディを歴任した人物になった。

### ファーストレディから選挙を経て大統領になった人物
アルゼンチンの大統領クリスチナ・キルチネル（在任2007年‐2015年）は夫のネストル・キルチネル大統領（在任1991年‐2003年）の後継者として立候補して大統領になった。クリスチナはそれまでも国会議員を務めており州知事であった夫より中央政治のキャリアはあった。